# ایتساری
ایتساری (به لاتین: Itsari) یک منطقهٔ مسکونی در روسیه است که در شهرستان داخادایفسکی واقع شده‌است.